# Jules Meiffren-Laugier de Chartrouse
Jules Meiffren-Laugier de Chartrouse est un homme politique français né le 25 janvier 1804 à Paris et mort le 7 février 1877 à Arles (Bouches-du-Rhône).

## Biographie
Avocat en 1825, il est conseiller municipal d'Arles, maire en 1855, conseiller général et député des Bouches-du-Rhône de 1855 à 1870, siégeant dans la majorité soutenant le Second Empire.

## Sources
- « Jules Meiffren-Laugier de Chartrouse », dans Adolphe Robert et Gaston Cougny, Dictionnaire des parlementaires français, Edgar Bourloton, 1889-1891 [détail de l’édition]